# لاک‌پشت ستاره‌دار برمه‌ای
لاک‌پشت ستاره‌دار برمه‌ای (به انگلیسی: Burmese star tortoise) نام یک گونه از تیره لاک‌پشت زمینی است.